# Baichuan
Baichuan AI (Baichuan; 百川智能 en xinès) és una empresa d'intel·ligència artificial (IA) amb seu a Pequín, Xina. A partir del 2024, els inversors l'han batejada com una de les empreses "AI Tiger" de la Xina.

## Rerefons
Baichuan va ser fundada l'abril de 2023 per Wang Xiaochuan, que havia fundat Sogou i anteriorment n'era el conseller delegat. Wang va anomenar l'empresa després de la frase "Cent rius" i havia aconseguit 50 dòlars milions en capital llavor. També es va posar en contacte amb antics subordinats de Sogou per unir-se a la nova empresa.
A l'octubre de 2023, es va fer una recaptació de 300 milions de dòlard de fons per a Baichuan. Entre els inversors hi havia Tencent, Alibaba Group, Shunwei Capital i Xiaomi.
El juliol de 2024, Alibaba Group va participar en una inversió de recaptació de 691 milions de dòlars de fons per a Baichuan valorant-lo en 2,8 mil milions de dòlars.

## Productes

### Baichuan
El juny de 2023, Baichuan va llançar Bachuan1, un gran model de llenguatge de codi obert que va ser utilitzat pels investigadors de les universitats.
El novembre de 2023, es va estrenar Baichuan2. La seva finestra de context podria gestionar uns 350.000 caràcters xinesos.
El gener de 2024 i el maig de 2024, Baichuan3 i Baichuan4 van ser llançats respectivament.